# Piotrków Kujawski (gromada)
Piotrków Kujawski – dawna gromada, czyli najmniejsza jednostka podziału terytorialnego Polskiej Rzeczypospolitej Ludowej w latach 1954–1972.
Gromady, z gromadzkimi radami narodowymi (GRN) jako organami władzy najniższego stopnia na wsi, funkcjonowały od reformy reorganizującej administrację wiejską przeprowadzonej jesienią 1954 do momentu ich zniesienia z dniem 1 stycznia 1973, tym samym wypierając organizację gminną w latach 1954–1972.
Gromadę Piotrków Kujawski z siedzibą GRN w Piotrkowie Kujawskim (wówczas wsi) utworzono – jako jedną z 8759 gromad na obszarze Polski – w powiecie aleksandrowskim w woj. bydgoskim, na mocy uchwały nr 24/1 WRN w Bydgoszczy z dnia 5 października 1954. W skład jednostki weszły obszary dotychczasowych gromad Piotrków Kujawski osada, Piotrków Poduchowny, Palczewo, Rogalin i Zborowiec ze zniesionej gminy Piotrków Kujawski w powiecie aleksandrowskim oraz obszary dotychczasowych gromad Jerzyce i Łabędzin ze zniesionej gminy Chełmce w powiecie inowrocławskim w tymże województwie. Dla gromady ustalono 27 członków gromadzkiej rady narodowej.
1 stycznia 1956 gromada weszła w skład nowo utworzonego powiatu radziejowskiego w tymże województwie.
1 stycznia 1959 do gromady Piotrków Kujawski włączono obszar zniesionej gromady Szewce w tymże powiecie.
31 grudnia 1961 do gromady Piotrków Kujawski włączono obszar zniesionej gromady Lubsin, wsie Anusin, Chełmiczki, Czarnotka, Czynszakowo, Kaczewo, Kępa Mała, Świątniki, Świątniki Małe i Wąsewo wraz z miejscowościami Józefowo, Kaczewo, Probostwo, Wasilewiakówek i Zagorzyce-Kolonia ze zniesionej gromady Świątniki oraz wieś Rudzk Mały ze zniesionej gromady Połajewo w tymże powiecie.
1 stycznia 1972 do gromady Piotrków Kujawski włączono sołectwa Bycz, Zakręta, Teodorowo, Stawiska i Wincentowo ze zniesionej gromady Bycz w tymże powiecie.
Gromada przetrwała do końca 1972 roku, czyli do kolejnej reformy gminnej. 1 stycznia 1973 – tym razem w powiecie radziejowskim – reaktywowano gminę Piotrków Kujawski.